# Veermata Jijabai tekniska högskola
Veermata Jijabai tekniska högskola (eng. Veermata Jijabai Technological Institute, kort: VJTI, tidigare Victoria Jubilee Technological Institute) är en teknisk högskola i den indiska staden Bombay. Skolan grundades 1887 till minne av det femtioåriga trontillträdet för drottning Victoria.
VJTI rankas som nummer nio bland de tekniska högskolorna i Indien. Dess examina utfärdas officiellt av Bombayuniversitetet, även om högskolans verksamhet sedan juli 2004 är helt fristående från universitetet.

## Institutioner
- Miljöteknik
- Datorteknologi
- Elektroteknik
- Humanistisk och ekonomisk institution
- Matematik
- Maskinteknik
- Produktionsteknik
- Fysik
- Byggnadsteknik
- Kemiteknik
- Textilteknik

## Tidsaxel
- 1887 - Högskolan grundas
- 1923 - Högskolan flyttas till nuvarande campus
- 1998 - Namnbyte från Victoria Jubilee Technological Institute till Veermata Jijabai Technological Institute
- 2004 - Högskolan fristående och självständig